# Féminisme pro-sexe

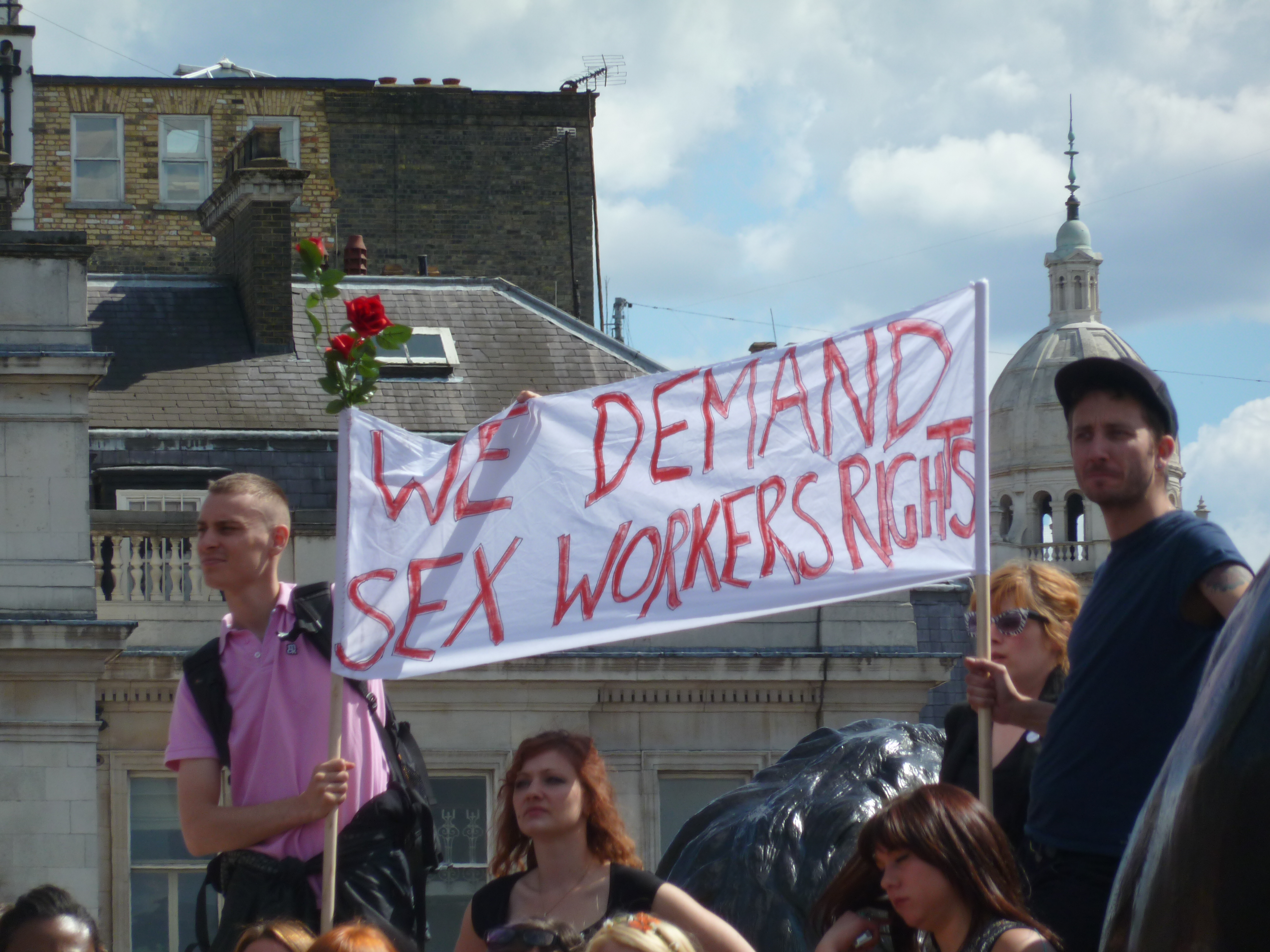
Personnes manifestant pour les droits des travailleurs et travailleuses du sexe lors de la marche des SlutWalk de Londres, en 2011.

Le féminisme pro-sexe est un courant du féminisme, issu du milieu queer, qui apparaît dans les années 1980 aux États-Unis et qui voit en la sexualité un domaine qui doit être investi par les femmes et (généralement) les minorités sexuelles et de genre. En faisant « du corps, du plaisir et du travail sexuel des outils politiques dont les femmes doivent s'emparer », il s'oppose au courant abolitionniste du féminisme radical,. 
L'enjeu porte essentiellement, non sur l'acceptation ou le refus de la sexualité en soi, mais sur son appropriation comme outil politique potentiellement positif et non neutre ni négatif pour l'émancipation des femmes et parfois des personnes LGBT+. Le débat porte en particulier sur certaines formes de sexualité, surtout le travail et l'industrie du sexe (prostitution, pornographie), ainsi que sur la liberté de s'engager dans des relations sexuelles sadomasochistes ou d'autres activités susceptibles d'être perçues négativement dans le féminisme radical classique. 
La question est ainsi de savoir si certaines formes de sexualité, le plus souvent (mais pas nécessairement) alternatives à l'ordre conjugal et parental hétérosexuel, et la liberté sexuelle absolue, y compris dans certains cas l'acceptation de rapports de domination, sont des éléments progressistes et émancipateurs contre une morale puritaine et coercitive ou valident les schémas conservateurs et réactionnaires d'oppression sexiste et sexuelle. Certains mouvements féministes revendiquent en outre, face aux courants sexpositifs, une dimension conservatrice.

## Histoire
L'expression « féminisme pro-sexe » apparaît pour la première fois sous la plume de la journaliste et militante féministe américaine Ellen Willis, dans Lust Horizons: Is the Women's Movement Pro-Sex?, publié en 1981, un essai dans lequel Willis plaide pour un féminisme caractérisé par une pleine liberté sexuelle, tout en réfutant la condamnation de la pornographie. Ce choix terminologique constitue d'emblée une réponse, une provocation à l'encontre du mouvement dit de « féminisme conservateur ». Les enjeux se cristallisent alors autour de la pornographie. L'apparition du féminisme qui ne s'y oppose pas, au début des années 1980, deux décennies après la révolution sexuelle, fait suite aux propositions des féministes dites « abolitionnistes » dont les figures de proue sont Catharine MacKinnon et Andrea Dworkin, qui militaient pour la suppression de la pornographie, la percevant comme un outil de la domination patriarcale pour perpétuer l'asservissement des femmes. En réponse à ce mouvement, fustigé par une partie des féministes même pour réprimer la sexualité féminine, un affrontement appelé « Sex wars » (« Guerres des sexes »), symbole de la troisième vague féministe, éclate et met en lumière une scission profonde au sein du mouvement de lutte pour l'émancipation des femmes.
Les féministes « pro-sexe », à l'inverse des féministes abolitionnistes, considèrent la pornographie comme un outil dans la lutte pour l'émancipation, aussi bien dans le domaine politique que social. En effet, c'est en affrontant les abolitionnistes voulant la suppression de la pornographie que ces personnalités mettront la question de la représentation sexuelle au cœur du débat politique. D'abord prises de court par la position conservatrice, adoptée dans un premier temps puis jugée anticonstitutionnelle car remettant en cause le Premier amendement sur la liberté d'expression de la constitution américaine, les personnalités du mouvement féministe sexpositif prennent l'avantage sur les abolitionnistes dont le discours est rendu de moins en moins audible aux États-Unis[réf. nécessaire].
Alors que les féminismes américains avaient soulevé le débat vingt ans auparavant, c'est seulement au début du XXIe siècle que le mouvement féministe pro-sexe arrive en France, notamment avec la figure d'Ovidie, une ancienne actrice devenue réalisatrice de films X qui publie Porno Manifesto en 2001. La pornographie, en devenant outil politique pour la défense des droits des femmes à disposer librement de leur corps, connait des droits de plus en plus reconnus chez les travailleurs et travailleuses du sexe[Lesquels ?]. En 2005, notamment, l'Union européenne signe la Déclaration des droits des travailleurs du sexe. Cette légitimation de l'activité sexuelle comme travail à l'échelle européenne constitue une ouverture considérable pour ces personnes, qui dès lors sont imposées fiscalement et doivent par conséquent pouvoir prétendre à des aides sociales. Aussi cette reconnaissance au sein des instances gouvernementales s'accompagne-t-elle d'une vague de médiatisation des travailleurs et travailleuses du sexe par le biais d'émissions télévisées ou radiophoniques où ces personnes abordent des thématiques et questionnements en lien avec le genre et la sexualité.
Le combat des féministes pro-sexe qui ont défendu une vision positive de la pornographie, de la prostitution et d'autres activités sexuelles (incluant par exemple le BDSM) par la valorisation du statut de la femme comme être librement enclin à des désirs sexuels a, selon ces féministes, mis en relief nombre de tabous, préjugés et discriminations. Grâce à ces luttes qui ont mis de plus en plus à mal la morale religieuse notamment, les femmes peuvent, selon le féminisme sexpositif, assumer librement leur sexualité sans s'exclure de la société et de la politique.
Le féminisme pro-sexe a pu être critiqué pour la valeur centrale qu'il accorde à l'épanouissement par une sexualité active et la place spéciale qu'il donne à cette sphère dans la vie des femmes et des minorités. Cependant, comme l'explique Ovidie, le féminisme pro-sexe milite pour un droit absolu ou quasi-absolu de toutes et de tous à la liberté sexuelle, ce qui inclut généralement la tolérance à l'égard d'expériences critiquées par la morale y compris féministe classique, mais aussi à l'égard de toutes les identités et orientations LGBT+, y compris le spectre de l'asexualité et de l'aromantisme. L'idée est qu'il ne faut pas donner de leçons aux femmes et aux minorités et que leurs choix d'épanouissement individuel, découlant d'une pleine liberté, ne doivent pas être stigmatisés. Dans l'ensemble, plus le féminisme est sexpositif, plus la notion de consentement y est le critère central, là où d'autres voix de l'émancipation féminine la relativisent en soulignant notamment la focalisation qu'elle renforce sur le comportement de la victime d'abus et les conditions sociales dont le poids peut entraver le jugement personnel. La scission peut être élargie à des thématiques procréatives et bioéthiques. Par exemple, le féminisme libéral en matière de mœurs, prostitution et pornographie est souvent favorable à la libéralisation de l'assistance médicale à la procréation et de la gestation pour autrui, là où le féminisme dit conservateur peut considérer que la GPA, en particulier, n'est pas un élément progressiste et émancipateur et peut être comparée au travail du sexe en raison de la fausse liberté qui mène à son exercice.
Celles et ceux qui défendent des aspects de la sexualité comme le BDSM s'accordent avec un argument utilisé contre le féminisme classique, qui souligne un paradoxe sur le libre choix d'être socialement et sexuellement soumise ou son bannissement idéologique. Les enjeux du féminisme pro-sexe sont liés de façon complexe et parfois contradictoire à ceux de l'orientation sexuelle et de l'identité de genre, notamment au lesbianisme, au lesboféminisme ou au lesbianisme politique et à la pornographie lesbienne. La plupart des féministes pro-sexe, dont le courant vient au départ du monde queer, ont entre autres une vision libérale et positive de l'homosexualité et de la transidentité, mais certaines sensibilités valorisent des identités plus traditionnelles, tandis que les lesbiennes et personnes trans politiques et féministes se méfient parfois du mouvement sexpositif. 
Globalement, le lien à la pornographie et à la sexualité en général évolue dans la mesure où celles et ceux qui ne la refusent pas systématiquement se tournent aujourd'hui vers des formes alternatives qualifiées de sexe positif et de pornographie féministe. La pornographie accepte alors réciproquement le féminisme en n'érotisant pas le sexe extrême impliquant violence, domination et soumission, objectivation de la femme, racisme, viol et inceste, pédopornographie dans les pires des cas, invisibilisation des minorités de genre et de sexualité ou instrumentalisation des vécus et désirs féminins et homosexuels dans le but de plaire aux fantasmes masculins cis et hétéronormés. La position dite SWERF (acronyme anglophone pour désigner le féminisme selon lequel les travailleurs et travailleuses du sexe ne seront émancipés que dans un modèle abolitionniste) est actuellement irriguée, cependant, par un regain lié en partie au féminisme identitaire, TERF et critique du genre.

## Thèmes

### Prostitution
Le féminisme pro-sexe réfute les positions abolitionnistes, prohibitionnistes, souvent réglementaristes, ainsi que les « décisions politiques qui consistent à victimiser les prostituées », car, comme le déclare Virginie Despentes, elles ne servent qu'à « marquer le désir masculin, le confiner dans son ignominie. Qu'il jouisse en payant s'il le veut, mais alors qu'il côtoie la pourriture, la honte, la misère. » Il envisage au contraire une redéfinition du « pacte de prostitution » vers un « contrat intersexe [entre les sexes] sain et clair », celui de la réappropriation politique et économique de la prostitution par les femmes : « le monde économique aujourd'hui étant ce qu'il est, c'est-à-dire une guerre froide et impitoyable, interdire l'exercice de la prostitution dans un cadre légal adéquat, c'est interdire spécifiquement à la classe féminine de s'enrichir, de tirer profit de sa propre stigmatisation. » Dès lors, puisqu'« affirmer que la prostitution est une "violence faite aux femmes" »  serait un moyen de faire oublier que « c'est le mariage qui est une violence faite aux femmes, et d'une manière générale, les choses telles qu'elles les endurent », le mouvement pro-sexe souligne que « la sexualité masculine en elle-même ne constitue pas une violence sur les femmes, si elles sont consentantes et [en tant qu'exerçant la possibilité donc justifiable du travail du sexe] bien rémunérées »  et que « c'est le contrôle exercé sur les femmes qui est violent, cette faculté de décider à leur place ce qui est digne ou ce qui ne l'est pas » .

### Pornographie
L'idéologie pro-sexe s'oppose tant à la prohibition qu'au contrôle patriarcal et à la masculinisation de l'imagerie pornographique, et leur oppose une esthétique qui explore les aspects de la sexualité féminine. 
Elle réfute également les discours qui voient en la pornographie une exploitation du corps : « Dans le discours anti-pornographique, on se perd rapidement : au fait, qui est la victime ? Les femmes qui perdent toute dignité du moment qu'on les voit sucer une bite ? Ou les hommes, trop faibles et inaptes à maîtriser leur envie de voir du sexe, et de comprendre qu'il s'agit uniquement d'une représentation ? » et optent au contraire pour l'utilisation de la féminité comme « arme », notamment en mettant en question la phallocratie cissexiste et hétéronormative pour mieux en décorréler le vécu féminin, le fait sexuel et la diversité des genres en particulier : « L'idée que la pornographie ne s'articule qu'autour du phallus est étonnante. Ce sont des corps de femmes que l'on voit. Et souvent des corps sublimés. Quoi de plus troublant qu'une hardeuse ? On n'est plus ici dans le domaine de la bunny girl, la fille d'à côté, qui ne fait pas peur, qui est facile d'accès. La hardeuse, c'est l'affranchie, la femme fatale, celle qui attire tous les regards et provoque forcément un trouble, qu'il s'agisse de désir ou de rejet. Alors pourquoi plaint-on si volontiers ces femmes qui ont tous les attributs de la bombe sexuelle ? »
Wendy McElroy, dans XXX : A woman's right to pornography, soutient également que « la pornographie est possible, personnellement et politiquement pour les femmes. Elle accuse aussi le féminisme puritain de détruire la liberté des femmes à disposer de leur corps et de leur sexe comme elles l'entendent, et d'imposer une idéologie sexuellement correcte dissimulée derrière de fausses préoccupations de bien et de justice. »
Des cinéastes participent au mouvement pro-sexe, telles Nina Hartley, réalisatrice de films pornographiques à caractère éducatif et Candida Royalle, fondatrice de Femmes Productions, qui a pour objectif de produire des films pornographiques égalitaires et non sexistes.

## Critiques
Le féminisme pro-sexe est critiqué pour sa position jugée faussement transgressive qui, en caricaturant l'histoire du féminisme, chercherait à ringardiser les féministes dites « traditionnelles » et confondrait, par un intitulé trompeur d'abord, sexualité et industrie marchandisée ou objectivation sexuelle : 

« Pro-sexe ? si l'on s'affuble d'un tel qualificatif, c'est pour donner à penser que les autres sont anti-sexe. On en revient à la ringardisation : en fait les féministes qui se situent dans la lignée des années 1970 seraient quasiment institutionnalisées, bourgeoises, dans les normes, propres sur elles et ayant perdu leur caractère subversif. Sauf que dans la vraie vie, une seule question vaut la peine d'être posée : qui dérange ? Qui remet en cause les rapports de domination ? Une intervention subversive uniquement par la sexualité est-elle viable ? »

En outre, les oppositions au féminisme pro-sexe mettent en exergue la compromission de ces mouvements dans l'industrie du sexe et leur contribution à la marchandisation de la sexualité, dans le cadre d'une mise en cause du capitalisme et du libéralisme (surtout économique mais parfois de mœurs, y compris LGBT+) en général, ceux-ci étant perçus dans leurs liens intrinsèques avec l'oppression patriarcale. Le féminisme radical abolitionniste met l'accent sur ces liens, qu'élude le féminisme pro-sexe en banalisant la pornographie, en acceptant la marchandisation et en en valorisant des ajustements supposément radicaux. Le féminisme libéral, dans sa version dominant l'espace public et médiatique, tend également souvent à s'opposer à la libéralisation du travail du sexe, à la vision libertaire des mœurs et de l'économie véhiculée par les pro-sexe, les personnalités libertaires refusant parfois ces mêmes excès dans le sillage de Louise Michel par exemple. Le cas des États-Unis, d'où le mouvement queer a diffusé le féminisme pro-sexe, mérite d'être interrogé. L'industrie du sexe est une récupération du féminisme à l'heure actuelle de certains points de vue, d'autant que le mouvement queer, y compris du point de vue de ses défenseurs et défenseuses radicaux, peut être critiqué pour la superficialité de sa récupération dite capitaliste rose :

« Les féministes pro-sexe ne risquent-elles pas d'être récupérées, comme cela semble être le cas aux États-Unis, par le marché du sexe, qui comme tout autre marché, doit engendrer un profit maximum et apporte des bénéfices considérables ? Le sexe est ici consommé comme une marchandise, tout est possible du moment que le tiroir-caisse fonctionne. Est-ce le but à atteindre ? »

## Culture pro-sexe

### Littérature

#### Essais
- (en) Pat Califia, Public Sex : The culture of Radical Sex, Cleis Press, 1994.
- (en) Wendy McElroy, XXX : A Woman's Right to Pornography, Prelude Press, 1995.
- (en) Carol Queen, Real, Live, Nude Girl : Chronicles of Sex-Positive Culture, Cleis Press, 1997.
- (en) Drucilla Cornell, Feminism and Pornography, Oxford University Press, 2000.
- Paul B. Preciado, Manifeste contra-sexuel, Balland, coll. « Le Rayon » 2000.
- (en) Lauraine Leblanc, Pretty in Punk. Girls' Gender Resistance in Boys' Culture, Rutgers University Press, 2001.
- Ovidie, Porno Manifesto, Flammarion, 2002
- Marcela Iacub, Catherine Millet et Catherine Robbe-Grillet, Ni coupables ni victimes : libres de se prostituer, tribune parue dans Le Monde, 2003 (illustration d'une tendance originale, plus traditionnelle et hétérosexuelle de la défense des travailleuses du sexe, et la diversité inhérente au féminisme pro-sexe).
- (en) Scarlot Harlot, Unrepentant Whore : The Collected Works of Scarlot Harlot, Last Gasp, 2004.
- Virginie Despentes, King Kong Théorie, Grasset, 2006.
- Ariel Levy, Les Nouvelles salopes. Les femmes et l'essor de la culture porno, éd.Tournon, 2007[13].
- Maîtresse Nikita et Thierry Schaffauser, Fières d'être putes, éd. L'Altiplano, 2007.
- Beatriz Preciado, Testo Junkie : sexe, drogue et biopolitique, Grasset, 2008.
- Wendy Delorme, Insurrection ! En territoire sexuel, Au Diable Vauvert, 2009.
- Catherine François, Sexe, prostitution et contes de fées. Regard complice sur la liberté sexuelle, éditions Luc Pire, 2011.
- David Courbet, Féminismes et pornographie, La Musardine, 2012.

#### Romans
- Virginie Despentes, Baise-moi, Florent Massot, 1994.
- Coralie Trinh Thi, Betty Monde, Au Diable Vauvert, 2002.

#### Témoignages
- (en) Norma J. Almodovar, Cop to Call Girl: Why I Left the LAPD to Make an Honest Living As a Beverly Hills Prostitue, Simon & Schuster, 1993.
- Claire Carthonnet, J'ai des choses à vous dire. Une prostituée témoigne, Robert Laffont, 2003[14].
- Catherine François, Paroles de prostituées, éditions Luc Pire, 2001.
- Lydia Lunch, Paradoxia. Journal d'une prédatrice, La Musardine, 1998.
- Nina Roberts J'assume, éd. Scali, 2005.
- (en) Annie Sprinkle, Hardcore from the Heart. The Pleasures, Profits and Politics of Sex in Performance, éd. Continuum, 2001.

#### Anthologie
- (en) Carole S. Vance (dir.), Pleasure and Danger. Exploring Female Sexuality, Pandora Press, 1993.

### Cinéma

#### Fictions
- Catherine Breillat, Une vraie jeune fille, 1975.
- Virginie Despentes, Baise-moi, avec Coralie Trinh Thi, 2000.
- Émilie Jouvet, One Night Stand, (Pour une nuit), 2006.

#### Documentaires
- Virginie Despentes, Mutantes (Féminisme Porno Punk), 2009[15].
- Fake Orgasm[16] de Lazlo Pearlman[17]
- Ovidie, A quoi rêvent les jeunes filles ?, 2014
- Émilie Jouvet, Too Much Pussy ! Feminist Sluts, A Queer X Show, 2009.
  - Much More Pussy !, version pornographique.

#### Pornographie
- Annie Sprinkle
- Ovidie
- Judy Minx
- Candida Royalle
- Jackie Strano
- Erika Lust
- Tristan Taormino

### Associations
- Les Putes, un « groupe activiste non mixte, c'est-à-dire composé uniquement de putes, femmes et transpédégouines, dont le but est l'auto support et la lutte contre la putophobie[18]. »

- Syndicat du travail sexuel, « un syndicat autogéré qui défend les droits des travailleurs du sexe, c'est-à-dire principalement des prostituées, mais aussi des escort girls/boys, des acteurs et actrices pornographiques, des opérateurs de téléphone / webcam rose, des masseurs érotiques, des dominatrices professionnelles, des hôtesses de bar, et des assistants sexuels[19]. »